# 1800 en santé et médecine
| Années de la santé et de la médecine : 1797 - 1798 - 1799 - 1800 - 1801 - 1802 - 1803    |
| Décennies de la santé et de la médecine : 1770 - 1780 - 1790 - 1800 - 1810 - 1820 - 1830 |

Cet article présente les faits marquants de l'année 1800 en santé et médecine.

## Événements
Angleterre
- Sir Humphry Davy annonce les propriétés anesthésiques de l'oxyde nitreux[1].
- À Londres, l'Union des Chirurgiens (Company of Surgeons), obtient une charte royale et devient The Royal College of Surgeons in London[2].

Canada
- 2 juin 1800 : premières vaccinations anti-varioliques au Canada par John Clinch (en), élève d'Edward Jenner[3].

France
- En juin 1800, premières vaccinations antivarioliques en France[4].
- Le 6 novembre 1800, Chaptal est nommé Ministre de l'Intérieur par Napoléon Bonaparte[5].
- Parmentier est nommé « Premier pharmacien des armées » et membre du Conseil de santé par Bonaparte[4].

## Publications importantes
- Georges Cuvier commence la publication de ses Leçons d'anatomie comparée (5 volumes, 1800-1805)[6].
- Andrea Vaccà Berlinghieri (it) publie un Traité des maladies vénériennes, Moutardier, 1800, 302 p. (lire en ligne).

## Naissances
- 1er janvier : Constantin Hering (mort en 1880), médecin allemand émigré aux États-Unis, pionnier de l'homéopathie dans ce pays.
- 4 janvier : Luigi Porta (mort en 1875), médecin, anatomiste et homme politique italien.
- 29 janvier : Jacques-Étienne Belhomme (en) (mort en 1880), psychiatre français.
- 2 février : Mélanie Hahnemann, née d'Hervilly (morte en 1878), médecin et homéopathe française, épouse de Samuel Hahnemann.
- 4 mars : William Price, (mort en 1893), médecin gallois.
- 16 avril : Jakob Heine (mort en 1879), orthopédiste allemand.
- 23 juin : Karol Marcinkowski (en) (mort en 1846), médecin polonais.
- 14 juillet : Jean-Baptiste Dumas (mort en 1884), pharmacien, chimiste et homme politique français[7].
- 22 juillet : Robert McCormick (mort en 1890), chirurgien militaire (Marine), explorateur et naturaliste anglais.
- 25 juillet : Johann Heinrich Robert Göppert (mort en 1884), médecin puis botaniste et paléontologue allemand.
- 26 août : Félix Archimède Pouchet (mort en 1872), médecin biologiste français, adversaire des thèses de Louis Pasteur[8].
- 1er septembre : Giuseppe Gabriel Balsamo-Crivelli (mort en 1874),  médecin et naturaliste italien.
- 21 octobre : Jean-Baptiste-Maximien Parchappe de Vinay (mort en 1866), psychiatre français.
- 23 octobre : Henri Milne Edwards (mort en 1885), médecin et zoologiste français.
- 10 décembre : Philippe Ricord (mort en 1889), médecin et chirurgien français.

Sans date
- Édouard Malingié (mort en 1852), pharmacien français.
- Carlos Engler (pt) (mort en 1855), médecin et naturaliste autrichien vivant en Brésil.
- Otto Carl Friedrich Westphal (en) (mort en 1879), médecin ophtalmologiste allemand.

## Décès
- 7 septembre : François-Hilaire Gilbert (né en 1757), vétérinaire français.
- 10 septembre : Johann David Schoepff (né en 1752), zoologiste, botaniste et médecin allemand.
- 4 octobre : Jean Hermann (né en 1738), médecin et naturaliste français.
- 12 novembre : Giulio Bajamonti (it) (né en 1744), médecin, musicien et lettré italien.
- 30 décembre : Thomas Dimsdale (en) (né en 1712), médecin anglais.
- 31 décembre : Louis Jean-Marie D’Aubenton, dit Daubenton, (né en 1716), naturaliste et médecin français.

Sans date
- Jean-Gaspard Ailhaud ou d'Ailhaud, fils de Jean d'Ailhaud « qui continua le métier de son père, augmenta ses richesses, acheta des titres et des honneurs[9]. »